# Lasioglossum figueresi
Lasioglossum figueresi là một loài Hymenoptera trong họ Halictidae. Loài này được Wcislo mô tả khoa học năm 1990.
Được thấy ở Trung Mỹ, loài này làm tổ trong các bờ đất dựng đứng và thường mỗi tổ một con cái, mặc dù đôi khi hai hoặc thậm chí con cái sống chung. Con cái chết trước ấu trùng của chúng nở. Loài này được đặt tên theo José Figueres Ferrer và các nghiên cứu về hành vi của nó hiện nay là mô hình chung cho các nghiên cứu hành vi xã hội. 